# 布拉格天文钟

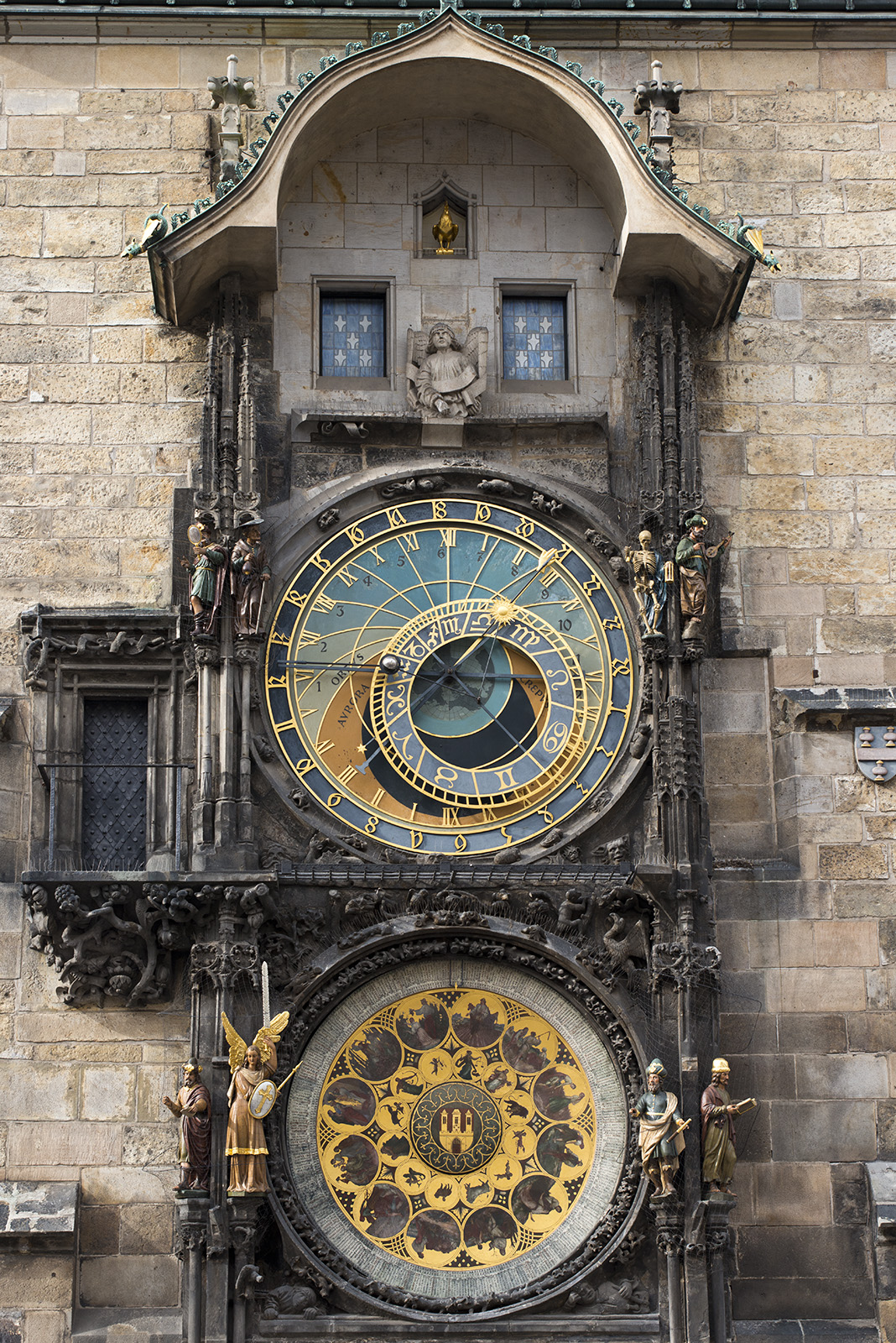
布拉格天文钟

布拉格天文钟（捷克語：Pražský orloj，[praʒski: ɔrlɔi]）是捷克首都布拉格的一座中世纪天文钟，座落於老城广场的老城市政厅的南面墙上，是一个热门的旅游景点。它是世界上仍在運作的天文钟中最古老的，也是世界上第三古老的天文鐘。
布拉格天文钟包括三个主要部分：天文钟面，代表太阳和月亮在天空中的方位，显示各种天文资料；“行走的使徒”，每小时显示使徒和其他移动雕塑；下部的日历盘代表月份。

## 歷史

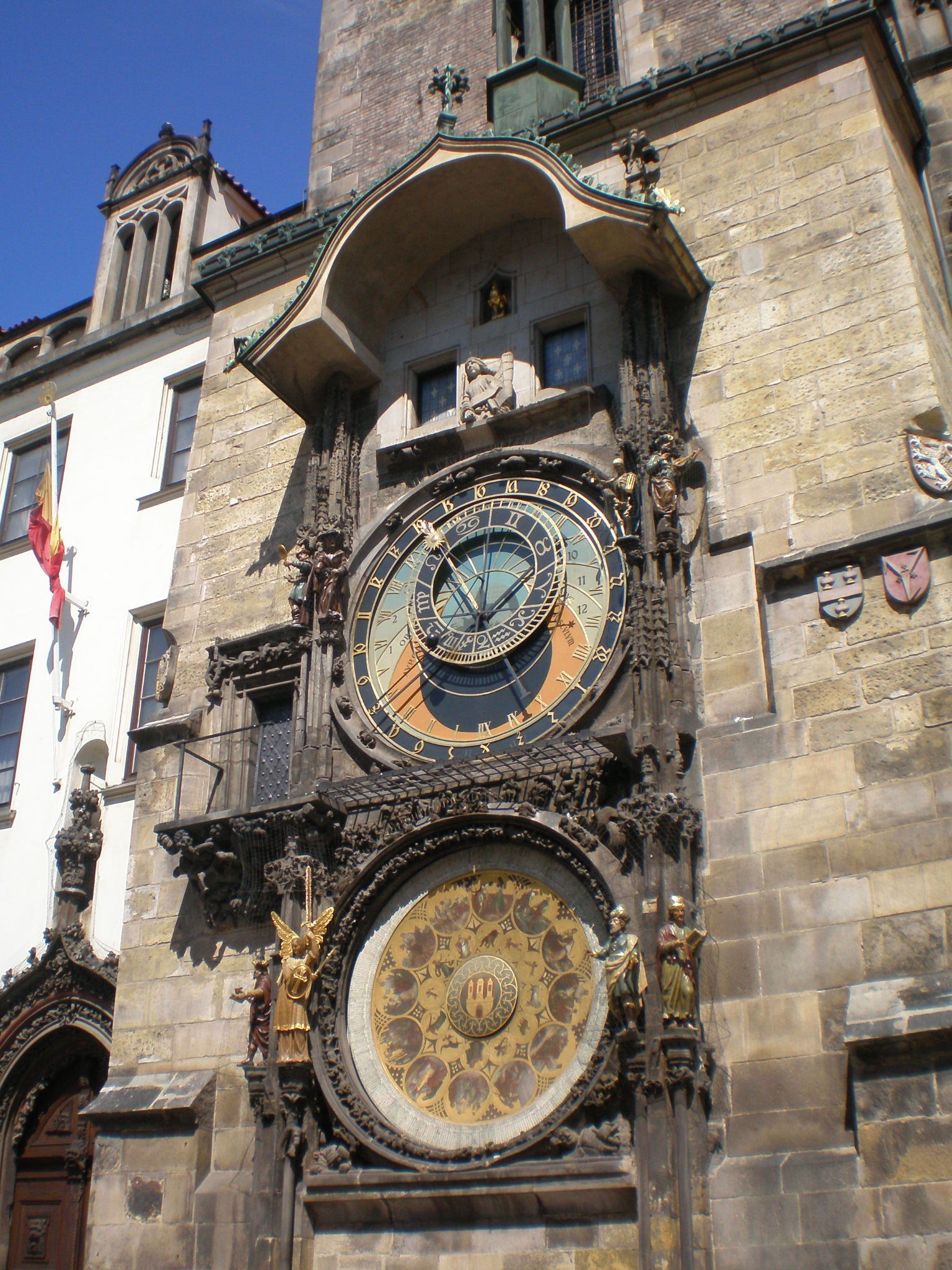
鐘、日曆、和動態的使徒。

機械鐘和天文錶盤是布拉格天文鐘最古老的部分，1410年由鐘錶師傅Mikuláš of Kadaň和Jan Šindel製作，後者是查理大學的數學和天文學教授。第一個提到布拉格天文鐘的記載是在1410年10月9日。大約在1490年，天文鐘加了日曆錶盤，外觀上加了歌德式的雕塑。
以前，人們以為布拉格天文鐘是鐘錶師傅Jan Růže（也稱為Hanuš）在1490年製造的；現在知道這是一個歷史上的錯誤。根據一個被Alois Jirásek詳細描述的傳說，當年布拉格的議員們害怕鐘錶師傅Hanuš為其他城市再造一座更壯觀的天文鐘，為了確保布拉格廣場上的天文鐘獨一無二，於是命令將鐘錶師傅Hanuš弄瞎，使他不能重複他的工作。結果，Hanuš破壞這個鐘，使得百年內沒有人可以修復。
布拉格天文鐘在1552年被Klokotská Hora的鐘錶大師Jan Taborský（約1500-1572）整修過。他為這鐘寫了一份報告，提到Hanuš是這個鐘的製造者。Zdeněk Horský指出：這個錯誤是因為對那時期一份記錄不正確的解釋。Hanuš製造這鐘的錯誤臆測可能是與他在1470-1473年重建舊市政廳的事做了連結。1552年後布拉格天文鐘曾多次停止運行，並多次被修理。
1629或1659年增加木雕像，1787-1791年大修後加使徒畫像，1865-1866年的大整修時加上金製鳴叫公雞。
1945年5月，為了讓國家委員會在5日具挑釁的廣播安靜，7日、特別是8日布拉格暴動時，德國一些裝甲車及防空砲向西南方的老城廣場開砲，嚴重損毀了天文鐘。大廳和附近的建築及天文鐘的木雕和由約瑟夫（Josef Mánes）製做的日曆錶盤都被燒毀。經重大努力後，機械部份修好。Vojtěch Sucharda修復木製使徒，天文鐘於1948年再次運轉。

### 600周年慶典
2010年10月9日，這個時鐘600周年的慶典由在鐘樓正面的燈光秀（YouTube （页面存档备份，存于））展開。兩個2X的克麗斯蒂18KHD投影機，每個都有1920 X 1080解析度，被用來投映一些動態的影像在這個鐘面上。這些影像顯示這個鐘的建造、拆除、和重建，並且剝除外殼顯示它內部的機械結構，以及在鐘的歷史上著名事件的動畫。影像與鐘塔的交互作用，有如滾滾洪流穿過拱門，以移動的陰影顯示出時間的推移。the macula （页面存档备份，存于）、Duber Studio （页面存档备份，存于）和Michel Kotek花了4個月以上的時間製作這個節目，並且由AV Media （页面存档备份，存于）.發行。

### 605周年慶
2015年10月9日，Google在首頁以Google塗鴉來慶祝。

## 天文鐘

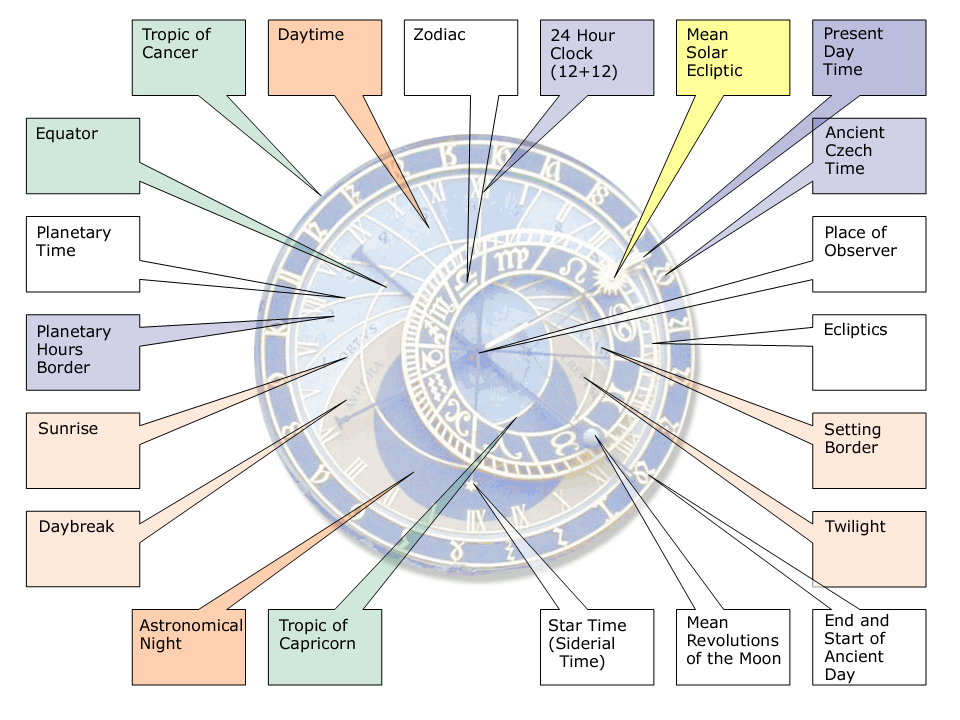
功能註解

天文鐘是一種機械式的星盤，在中世紀是一種天文學的設備。另外，也可以將布拉格天文鐘當成是一個原始的天象儀，顯示目前的宇宙狀態。
天文鐘的背景顯示出地球和天空，圍繞著它有4個主要的移動元件：黃道環、一個旋轉的外環、代表太陽標幟的圖示、代表月球標幟的圖示。

### 固定的背景
背景顯示的是地球和當地可見的天空。在中心的藍色圈就直接代表地球，以外的藍色部分代表地平線以上的天空部分，紅色和黑色的區域是在地平線以下的天空。在白天的時候，太陽位在藍色天空的部分，並以之做為背景；在夜晚它座落在黑色的部分。而在黃昏或黎明時，機械的太陽會被安置在紅色背景的部分。
在地平面的東面（左邊）部分，寫著aurora（拉丁文的黎明）和ortus（上升），在西側（右邊）的部分寫著occasus（日沒）和crepusculum（暮光）。
在較外緣藍色圈的金色羅馬數字（以12時制表示）顯示的是24小時的布拉格當地的時間，或是中歐時間。在日出和日沒之間的時間被金黃色的曲線分割成1/12不等的時間間隔，因此呈現的日夜長短在一年當中會隨著實際而變化。

### 黃道環
躺在大的黑色外環內的是另一個可以移動的環，是標示著黃道標緻以顯示太陽位置的黃道。這些標緻的順序是逆時針的，這篇文章所附的照片顯示太陽正在白羊宮，將以逆時針方向進入金牛宮。
黃道圈是以球極平面投影法以極點為基礎向赤道平面投影所呈現的結果。這在天文鐘的週期上是很常見的。
小的金色恆星顯示春分點的位置，並且可以從金色的羅馬數字讀出恆星時。

### 古捷克時間尺
在鐘的外緣，金色的施瓦巴赫數字安放在黑色背景上。這些數字呈現的是舊捷克時（或義大利時間），以24小時顯示日落的時間在一年之中的變化，最早是在冬天的16:00，最晚是在夏天的20:16。在一年之中，這個環會前後的移動以正確的顯示日落時間。

### 太陽
|  |  |

金色的太陽在黃道圈上運行，因此能顯示太陽在黃道上的位置。太陽被安置在金色並附有手指的一支手臂上，並以三種不同的方法一起顯示時間：
1. 金色手臂在背後羅馬數字上的位置顯示布拉格當地的時間。
2. 金色太陽在金色曲線上的位置不等的小時（unequal hours）。
3. 金色的手指在更外圈的位置顯示出太陽下山以後的古捷克時。

另一方面，太陽与片面中心的距離顯示出日出與日落的時間。

### 月球
月球的運動也像太陽一樣顯示在黃道上，但顯然速度是快得多了（因月球的軌道是繞著地球）。月球銀白色的半球還能顯示月相。

## 活動的雕塑
|  |  |  |

- 左圖：為布拉格天文鐘吉祥物用持有一面鏡子——「虛榮」人及「貪婪」猶太人。
- 中圖：整點報時在窗口輪流出現的十二名使徒的第三組：拿著棍棒的老者是猶達·達陡；右手持十字架的人則是腓力。
- 右圖：「死亡」代表有一座拿著手拉叮噹的骷髏；「慾望」代表充滿著願愛的人

在時鐘的兩側設置了四個由齒輪驅動在整點會動作的雕塑，一般認為這些在時鐘製作的年代是代表被鄙視的四種事情。在上行可以活動的第一個雕塑，當這個使徒動作時，它轉動頭部以幾個不同的方向對著鏡子。常見的解釋是代表虛榮並懼怕死亡的心態；另一個解釋是透過鏡子看見物質世界邊界的魔術師。第二個雕塑，是一個行進中的使徒，一手拄著拐杖，另一手貪婪的搖晃著一個錢包；另一種說法是吝嗇，而這兩種解釋是差異性最小的。也有人認為是一個鉛鑄的猶太人拿著一袋金，表示貪婪或高利貸。跨過時鐘是一個代表死亡的雕塑，它一手旋轉著沙漏，另一手拉扯著鈴繩，代表時間是有可能停止的。對第四個雕塑的解釋，與其它的不同，一般都稱他是突厥人（土耳其的回教徒）。最常被認為是快樂的象徵，他也常被認為是慾望的象徵。下面還有一列四個雕塑（見下圖的日曆兩側），原本都是突厥人，但後來換成哲學家、米迦勒（天使長）、天文學家、和歷史學者。
在整點時，天文鐘上方的窗口會打開，耶穌的十二使徒雕像會從窗口輪流出現。使徒出現的順序是固定的。然而使徒與福音書中記載的不同，保羅與巴拿巴取代了大雅各及馬太）。

十二使徒雕像一覽
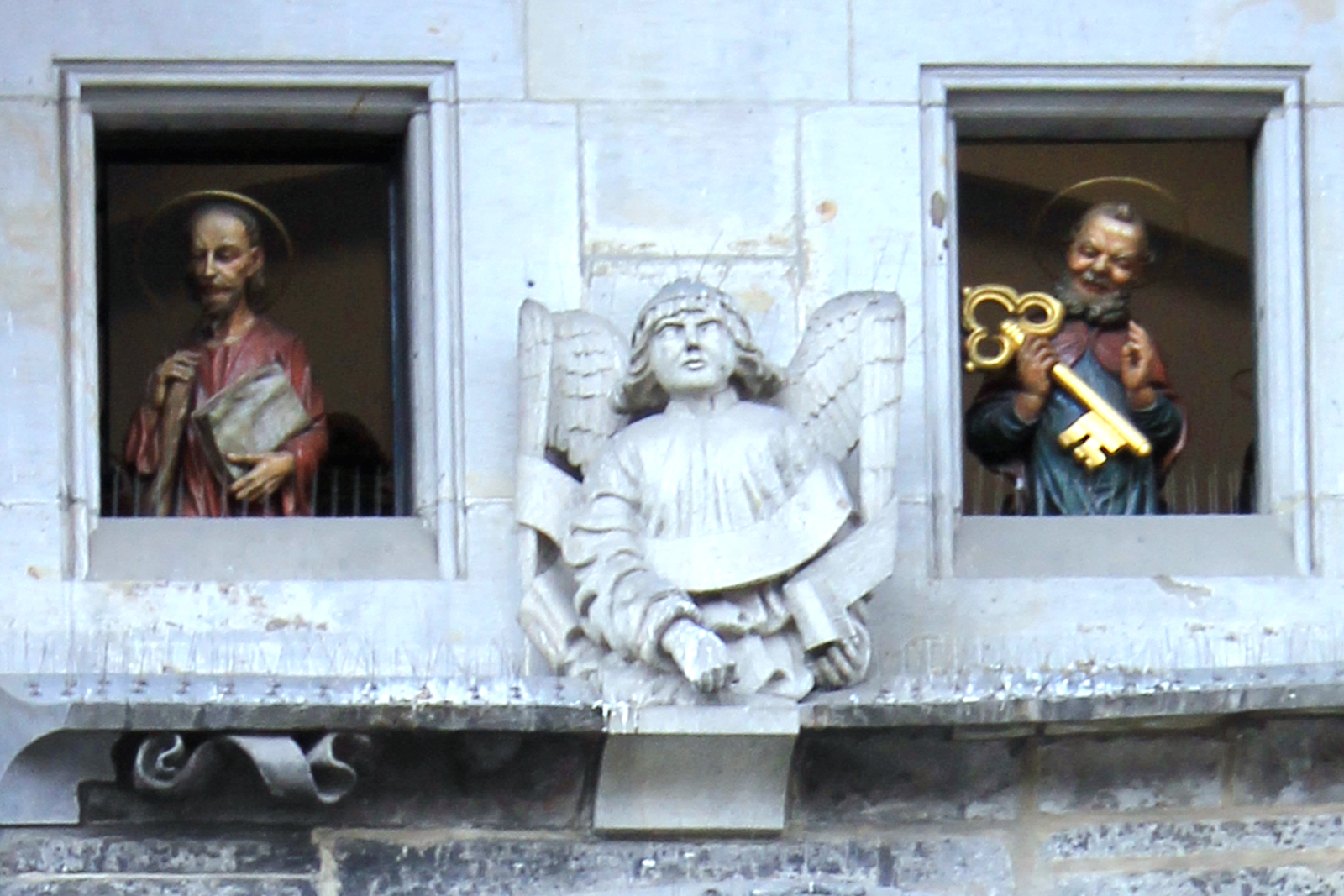
第一組：小雅各與彼得。
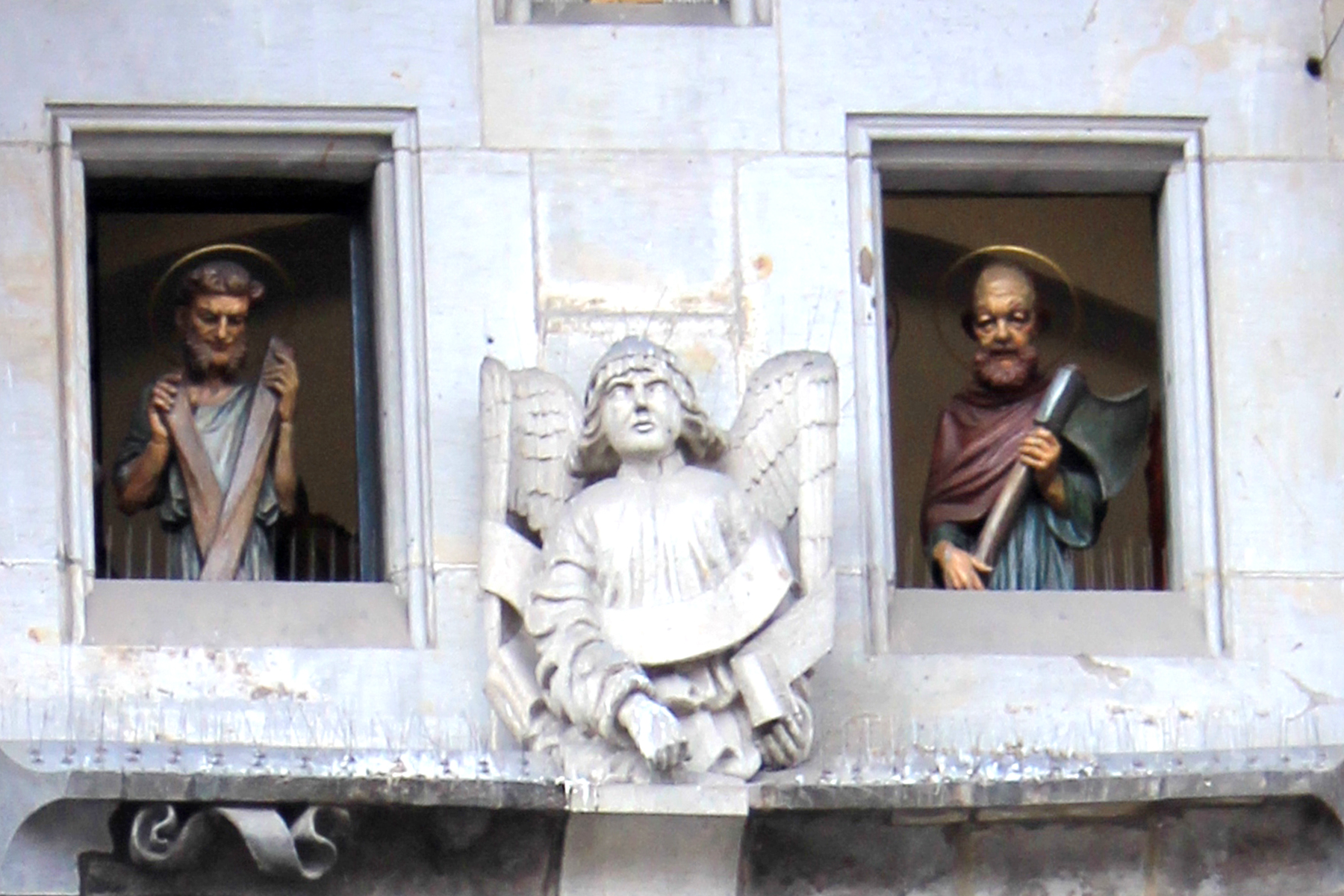
第二組：安得烈與馬提亞。
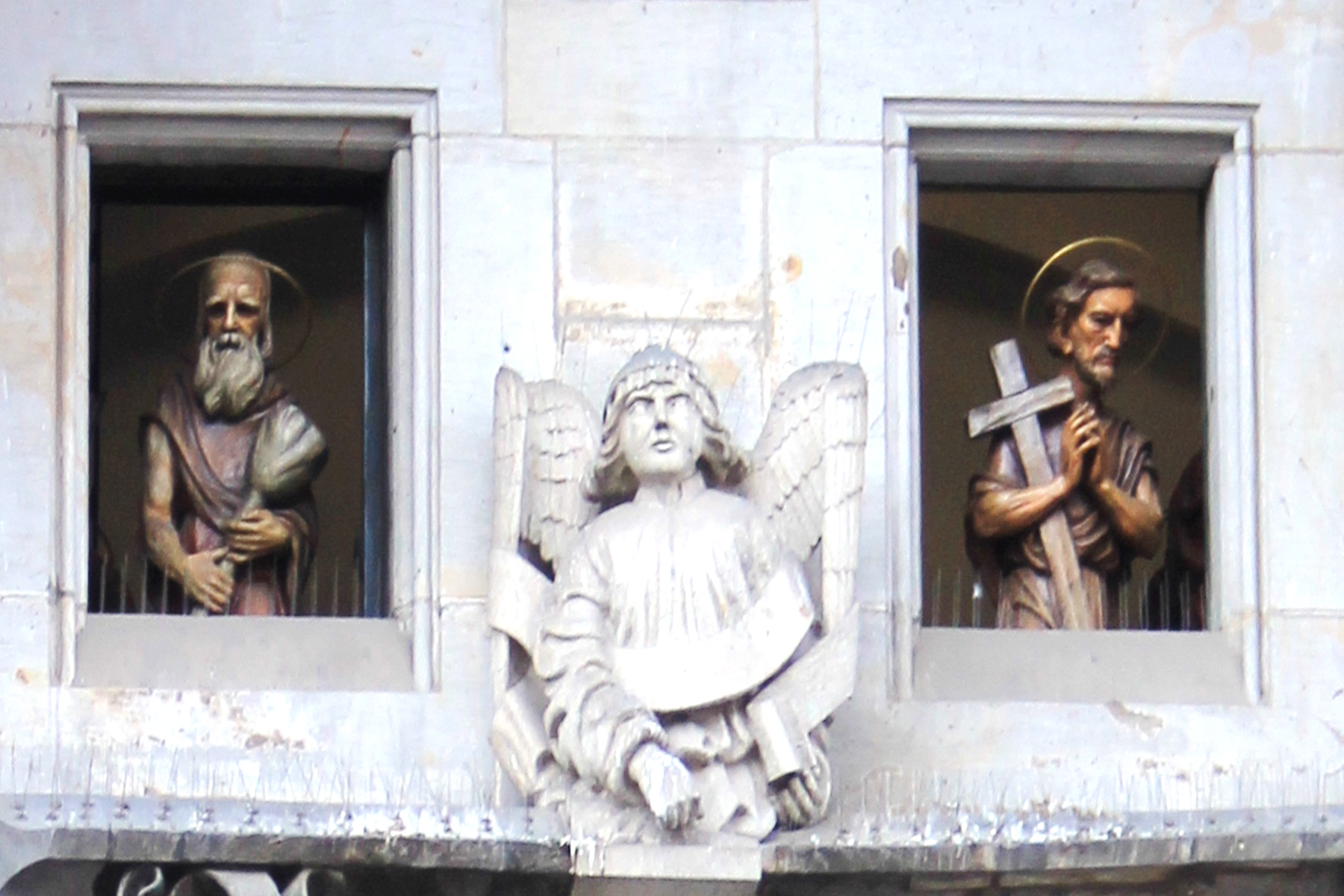
第三組：猶達·達陡與腓力。
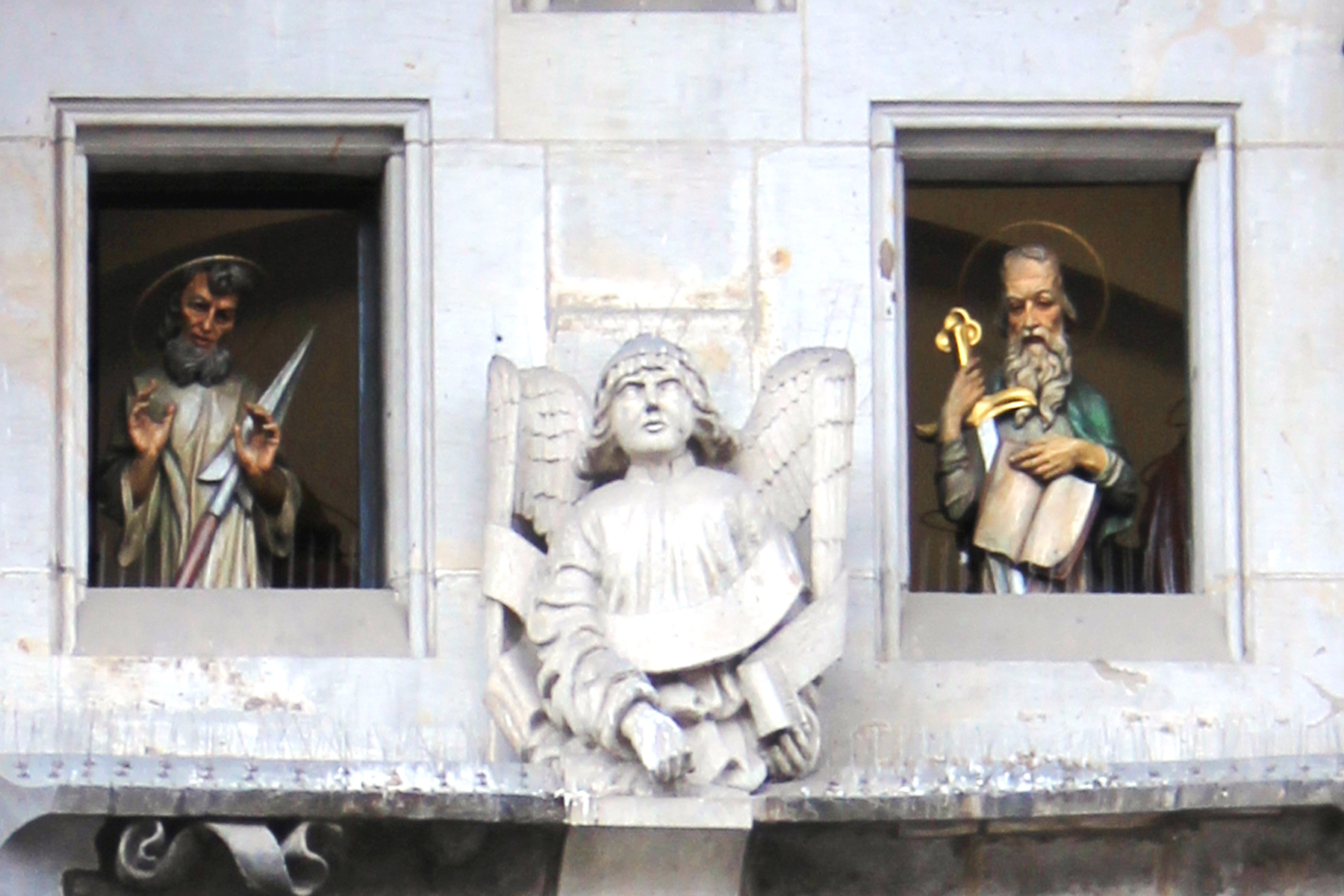
第四組：多馬與保羅。
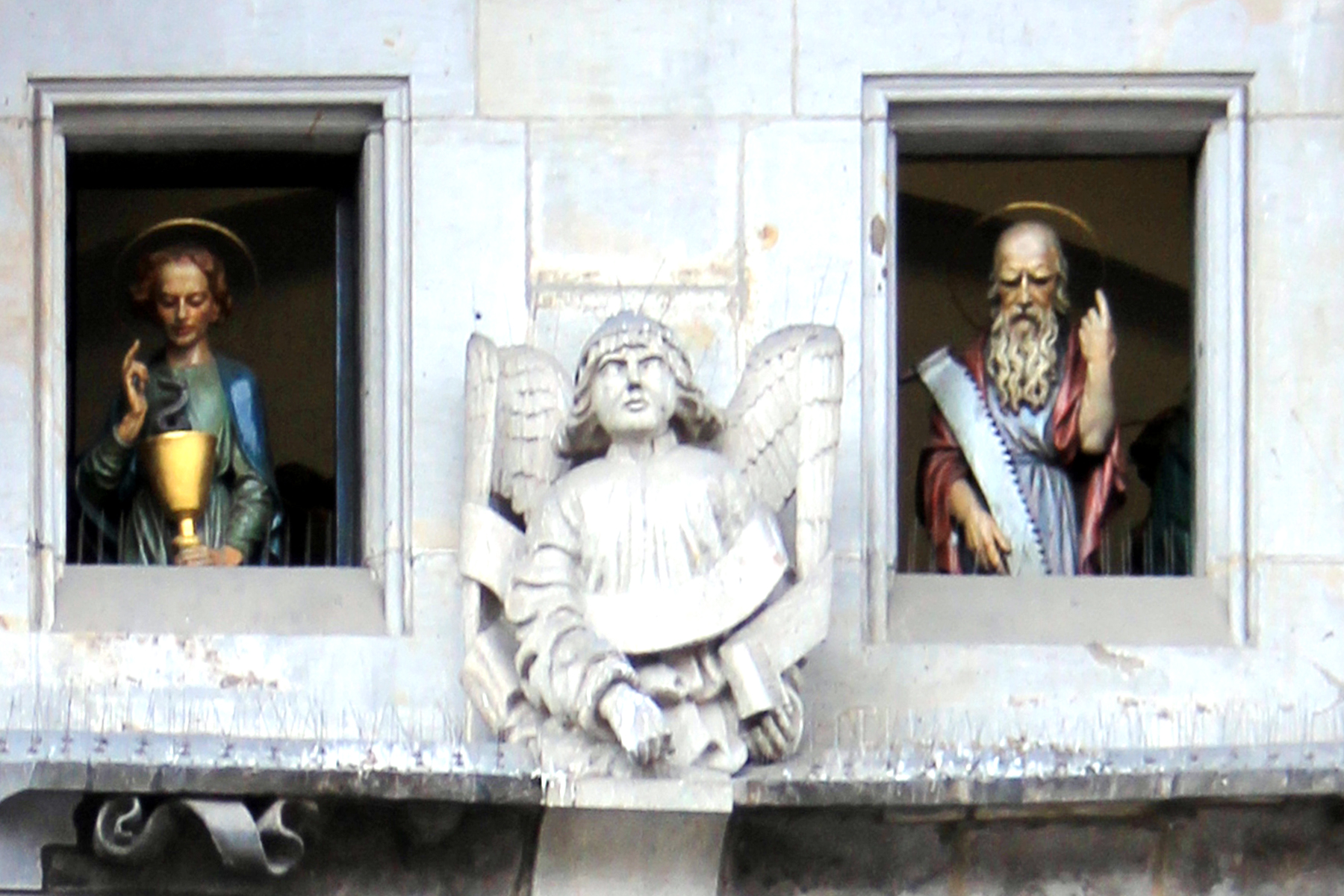
第五組：約翰與奮銳黨的西門。
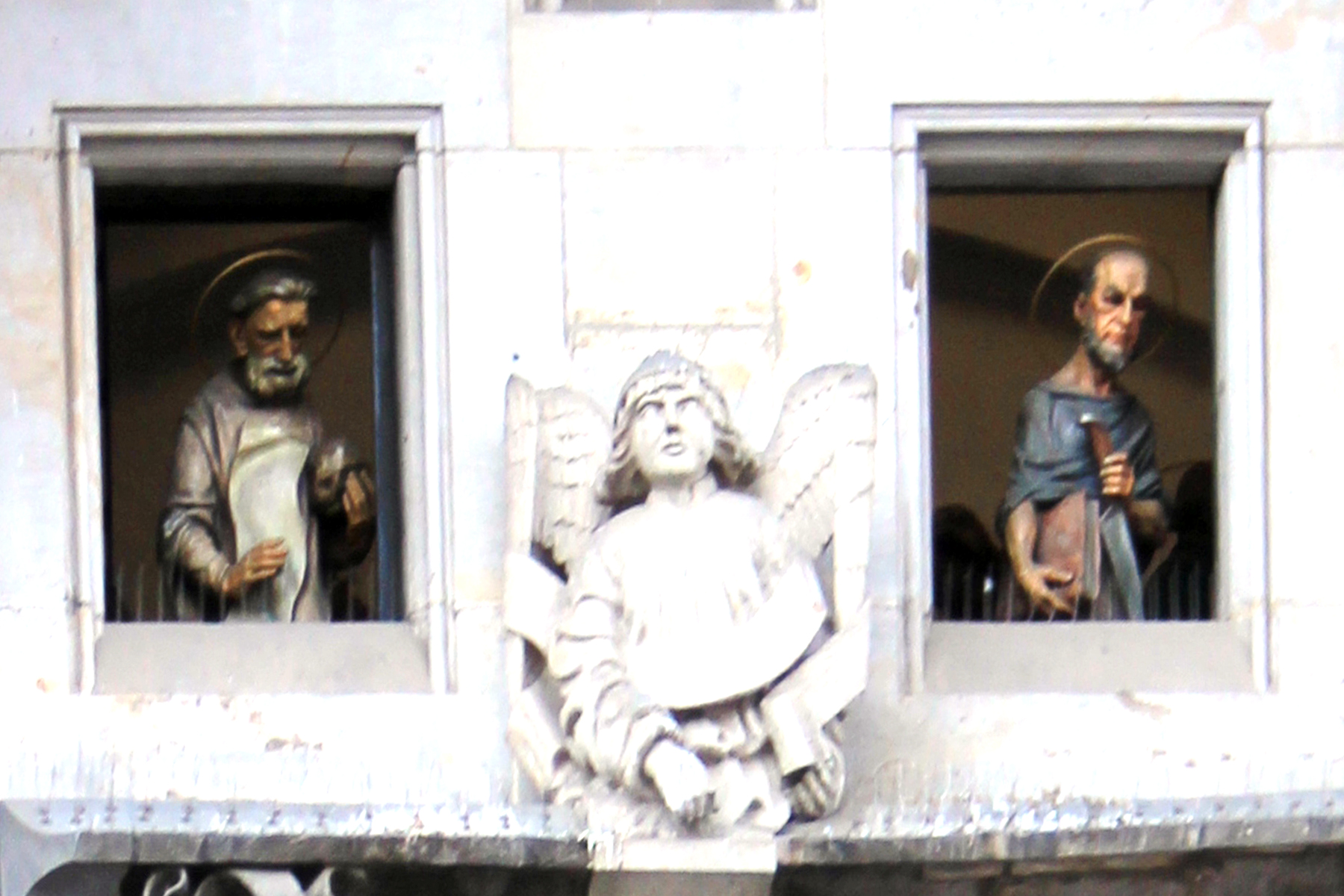
第六組：巴拿巴與巴多羅買。

## 整點報時

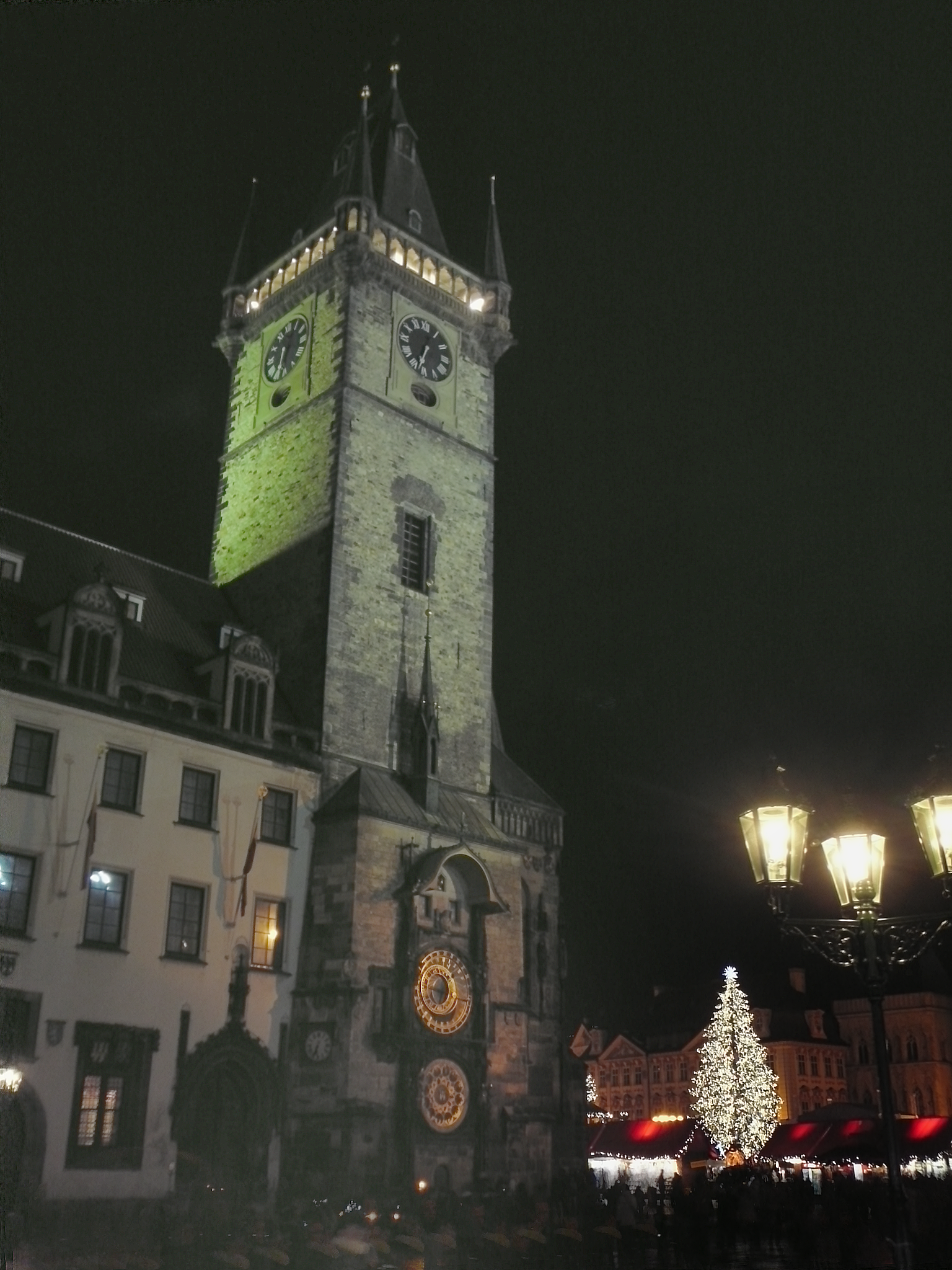
在聖誕夜的鐘樓

在整點報時開始之前（可觀賞YouTube （页面存档备份，存于）短片），在骷顱的右手持續搖動的鈴聲中，鐘上方兩側的窗口打開，耶穌的12門徒（左右各六位）分別在門內由左自右的走過，並在經過窗口時將正面朝向窗外，使徒走完後在一聲雞鳴聲中關起窗門，骷顱左手平舉的沙漏垂下，然後響起報時的鐘聲。

## 日曆

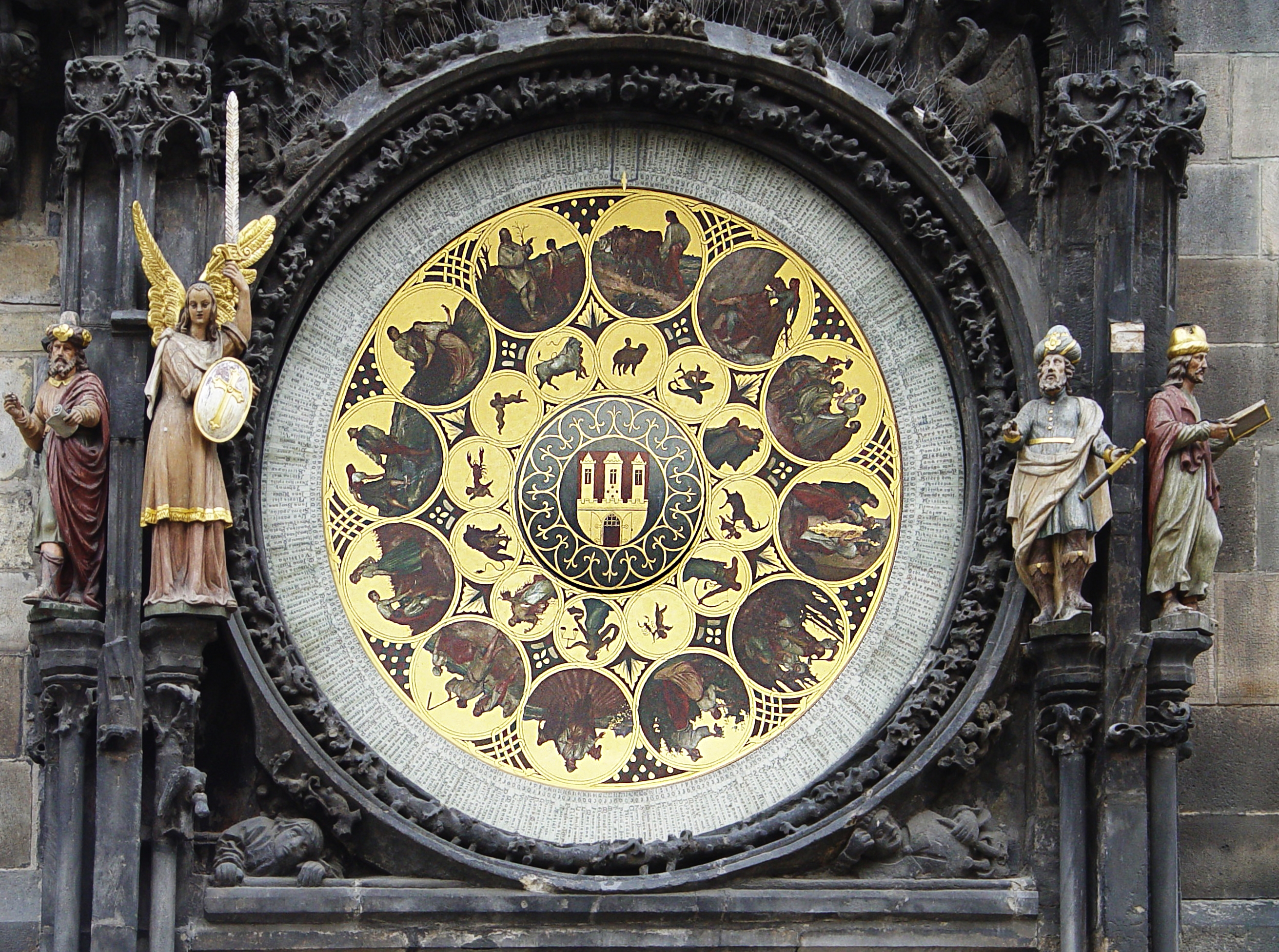
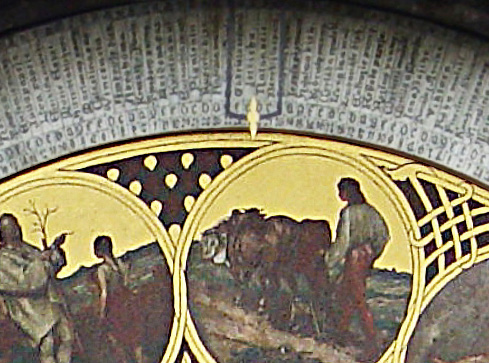

現今，在鐘下面的日曆是在1870年添加的。在捷克，每一天都有相对应的名字。捷克人不但要庆祝自己的生日，还要庆祝对应名字日子的命名日。

## 布拉格天文鐘的電腦模型
真實天文鐘的各種機械動作都太緩慢而難以真實的觀賞，但是使用電腦軟體可以很容易的模擬Orloj的所有動作。可以通過下面的網頁"Prague à la carte"。一張動畫的說明，可以看見一個試算表（Excel），以啟發式的分解圖說明 （页面存档备份，存于）顯示這個天文鐘在一年當中的任何時間和地點的動態
至少已經有三種以Orloj為基礎的不同應用程式，可以用在iPhone或iPad。通過軟體商店或鏈結到前述的第一個網址，就能夠找到它們。

## 外部連結
- Homepage （页面存档备份，存于）
- 雕塑的解說 （页面存档备份，存于）